# Chozapini
Chozapini (gruz. ხოზაფინის ტბა, trb. Chozapinis Tba; tur. Aktaş Gölü) – jezioro położone na granicy Gruzji w regionie Samcche-Dżawachetia oraz Turcji w prowincji Ardahan. Zajmuje powierzchnię około 27 km² (drugie pod względem wielkości jezioro Gruzji po jeziorze Parawani) przy czym na obszarze Gruzji około 14 km² natomiast Turcji około 13 km². Zlewnia jeziora zajmuje powierzchnię 158 km². Chozapini posiada 12 niezamieszkanych wysp.
Maksymalna głębokość jeziora to 3,5 m przy średniej głębokości wynoszącej 1,5 m.
Obszar jeziora objęty jest ostoją ptaków IBA, na terenie której zaobserwowano obecność m.in. takich gatunków ptaków jak: pelikan kędzierzawy, kazarka rdzawa, pelikan różowy i mewa armeńska.